# Мордовские Дубровки
Мордовские Дубровки — деревня в Атяшевском районе Мордовии. Входит в состав Сабанчеевского сельского поселения.

## История
Впервые упоминается в 1614 году. В «Списке населённых мест Симбирской губернии за 1863» Дубровки удельная деревня из 71 двора в Алатырском уезде.  

## Население
| 2002 | 2010 |
| ---- | ---- |
| 505  | ↘396 |

Национальный состав
Согласно результатам Всероссийской переписи населения 2002 года, в национальной структуре населения мордва-эрзя составляли 99 %.